# Jan Piotr Opaliński
Jan Piotr Opaliński z Bnina herbu Łodzia (ur. 1601 w Lesznie, zm. 1665) – wojewoda kaliski w latach 1661–1665, wojewoda podlaski w 1653 roku, podczaszy koronny w 1651 roku, stolnik koronny w 1645 roku, podstoli koronny w 1638 roku, podkomorzy kaliski w latach 1628–1650.
Poseł na sejm 1631 roku. Poseł sejmiku średzkiego na sejm ekstraordynaryjny 1642 roku. Był członkiem konfederacji generalnej zawiązanej 31 lipca 1648 roku.
Poseł sejmiku średzkiego na sejm 1650 roku, poseł na sejm nadzwyczajny 1652 roku.

## Rodzina
Syn Piotra (zm. 1600), krajczego koronnego i Elżbiety Zborowskiej, córki Jana, hetmana nadwornego koronnego. Miał starszego brata Andrzeja (1599–1625) i dwie siostry: Elżbietę i Katarzynę. W roku 1624 poślubił Katarzynę Leszczyńską, córkę Wacława Leszczyńskiego (zm. 1628), kanclerza wielkiego koronnego. Z małżeństwa urodzili się: Anna, późniejsza żona Emeryka (Wojciecha) Mleczko, wojewody podlaskiego, Jan Opaliński (1629–1684), wojewoda inowrocławski, kaliski i brzeski, Kazimierz Jan (1639–1693), biskup chełmiński, Piotr (1640–1691), wojewoda łęczycki i Marianna (1644–po 1699), późniejsza żona Stanisława Grudzińskiego (1610–1678), kasztelana rogozińskiego.
Zasłużony dla miasta Kalisza, pełnił w nim obowiązki starosty. Urząd starosty sprawował też w Śremie, Odolanowie, Łosicach i Koninie.

## Zasługi
Odznaczył się w walkach z Turkami i Szwedami. Brał udział w bitwie pod Chocimiem. Walczył z Kozakami. Należał do korpusu Stefana Czarnieckiego i odbył z nim kampanię szlezwicko-duńską 1657 roku. Zyskał sławę dzielnego i nieustraszonego wojownika.